# L’ultimo giorno di Pompei
L’ultimo giorno di Pompei (deutsch: Der letzte Tag von Pompeji) ist eine Opera seria (Originalbezeichnung: „dramma per musica“) in zwei Akten von Giovanni Pacini über ein Libretto von Andrea Leone Tottola. In der Uraufführung am 19. November 1825 im Teatro San Carlo in Neapel sangen u. a. die Gesangsstars Adelaide Tosi, Giovanni David, Luigi Lablache und Michele Benedetti.
Die Oper erlebte einen glänzenden Erfolg, lief in der Folge an den bedeutendsten Opernhäusern in Europa, wie Mailand, Wien, Paris und Venedig, und inspirierte auch andere Künstler.

## Hintergrund und Vorgeschichte
Seit der Mitte des 18. Jahrhunderts übten die Ausgrabungen der durch den Vulkanausbruch des Vesuv verschütteten antiken Städte Pompeji und Herculaneum eine große Faszination auf die Menschen aus. Es erschienen reich illustrierte Bücher über die Entdeckungen, und die ganze Epoche des Klassizismus wurde durch antikisierende Mode, Kunst und Architektur geprägt; in der Innendekoration gab es sogar einen „pompejanischen Stil“. Pacinis und Tottolas Oper erschien auf dem Höhepunkt dieser „Pompeio-Manie“.
Die Idee für eine Oper, die in Pompeji spielt, und die Vorlage für Tottolas Libretto stammte von Antonio Niccolini, dem Bühnenbildner des Teatro San Carlo, der die Ausgrabungen vor Ort sehr gut kannte und einen sechzehnbändigen Katalog des königlichen Museums veröffentlichte. Niccolinis Entwürfe für die Bühnenbilder der Pacini-Oper sind nicht erhalten, aber man weiß, dass sie ein voller Erfolg waren. Bekannt sind allerdings die wundervollen Bühnenbilder, die Alessandro Sanquirico zwei Jahre später 1827 für die Produktion an der Mailänder Scala entwarf, und die sich wahrscheinlich an Niccolinis Ideen anlehnten. Sanquirico war offensichtlich auch inspiriert durch archäologische Publikationen wie Delle Antichità di Ercolano (für das Haus des Sallustio), Gells Pompeiana (für das Forum und die Straße der Gräber) und von Saint-Nons Voyage pittoresque (das Haus des Appio Diomede).
Die Inszenierung war aufwendig und unglaublich raffiniert. Für den spektakulären Ausbruch des Vesuv und den Einsturz der Gebäude am Ende wurden keine Kosten und Mühen gespart. Man setzte bengalisches Feuer und Lycopodium-Pulver ein, um echte Explosionen und Feuergarben zu erhalten, und es hieß, der Impresario Domenico Barbaja habe „bei jeder Aufführung Lycopodium im Wert von 10 Dukaten abflämmen lassen“. Laut einem zeitgenössischen Bericht von der Mailänder Produktion 1827 schien am Ende glühende Lava über die Ruinen in Richtung Publikum zu laufen, und der Effekt war so realistisch, dass die Leute im Parkett in Angst und Schrecken versetzt wurden.

## Inhalt
Die Handlung spielt in Pompeji im Jahre 79, am letzten Tag vor dem Ausbruch des Vesuv.

### Erster Akt

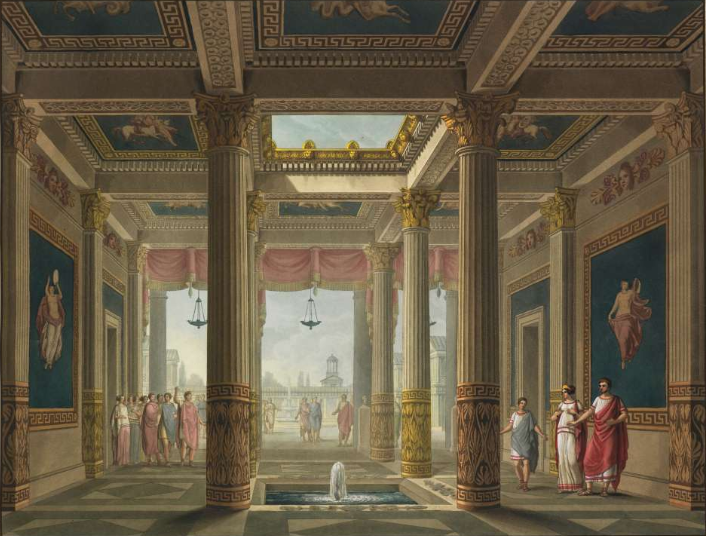
Akt 1, Szene 1: Atrium im Haus des Sallustio, Bühnenbild von A. Sanquirico, Mailand 1827

Sallustio wurde zum ersten Magistrat von Pompeji gewählt und empfängt im Atrium seines Hauses Glückwünsche. Unter den Gratulanten ist auch der Tribun Appio Diomede, der jedoch in Wirklichkeit in Sallustios Frau Ottavia verliebt und voller Eifersucht auf ihr eheliches Glück ist.
Später, als Ottavia allein ist, nähert Appio sich ihr und erklärt ihr seine Liebe. Als sie ihn empört und klar zurückweist, schwört er Rache. Zusammen mit Pubblio, dem Aufseher der öffentlichen Bäder, schmiedet er einen hinterhältigen Plan, um Ottavia zu entehren: Pubblios junger Sohn Clodio soll in Frauengewändern mithilfe von Fausto, einem Freigelassenen des Sallust, in dessen Haus eingeschmuggelt und als eine von Ottavias Dienerinnen ausgegeben werden.
Im Tempel des Jupiter beginnen die Feiern anlässlich der Erhebung des Sallustio zum Magistrat. Er schwört feierlich, die Gesetze Roms zu achten. Danach gibt es einen Festzug zum Amphitheater zu weiteren Festlichkeiten. Dabei „entdeckt“ Pubblio mit geheuchelter Empörung seinen als Mädchen verkleideten Sohn Clodio in der Schar der Dienerinnen und macht einen Skandal. Zu Bestürzung und Entsetzen der Anwesenden behauptet Clodio, dass Ottavia ihn verführt und dann in Frauenkleidern unter ihren Mädchen versteckt habe. Obwohl Sallust dieser Geschichte keinen Glauben schenkt, muss er nun seinen Eid halten und ist gezwungen, über seine eigene Frau zu Gericht zu sitzen.

### Zweiter Akt

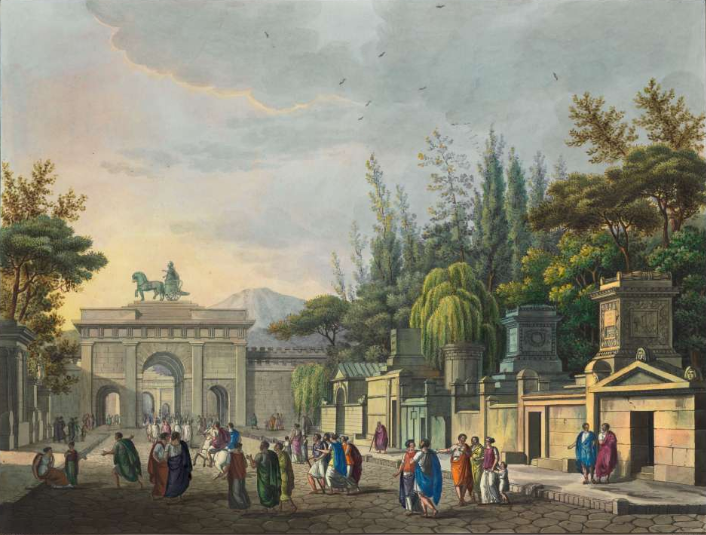
Akt 2, Szene 6: Die Straße der Gräber und Stadttor von Pompeji (Mailand 1827)

Beim Tribunal in der Basilika von Pompeji beteuert Ottavia vor Sallust ihre Unschuld. Obwohl die falschen Zeugenaussagen von Appio, Pubblio und Clodio gegen sie sprechen, zögert Sallust, da er von der Unschuld seiner Frau überzeugt ist. In diesem Moment hört man ein dumpfes Grollen vom Vesuv, das von den Auguren als Unmut der Götter gedeutet wird, weil diese nicht mit Sallusts Zaudern einverstanden seien. Schließlich muss Sallust Ottavia nach römischem Recht verurteilen: sie soll lebendig begraben werden.
In einer kurzen Szene bereut Fausto, dass er sich in die Intrige hat hineinziehen lassen und bemitleidet Ottavia.
Auch Appio Diomede wird von Reue und Gewissensbissen über seine gelungene Intrige geplagt. Er merkt zu spät, dass er Ottavia immer noch liebt und dass er nach ihrem Tod seines Lebens nie mehr froh sein wird.
Als Ottavia in Begleitung ihrer treuen Dienerinnen zum Grab gebracht wird, wendet sie sich ein letztes Mal an ihren Mann, beschwört ihre Unschuld und überantwortet ihm ihren gemeinsamen Sohn, Menenio. Plötzlich bricht der Vesuv mit füchterlichem Lärm aus. Sallust deutet dies nun seinerseits als göttlichen Zorn über ein schreckliches Unrecht und stoppt die Exekution. Pubblio, im Glauben, dass sein perfides Handeln eine Katastrophe über Pompeji heraufbeschworen hat, gesteht Alles und nennt Appio als Anstifter der Intrige. Daraufhin werden die beiden Übeltäter anstelle von Ottavia im Grab eingesperrt.
Inzwischen regnet es Asche und Felsbrocken und das Volk ist in Panik. Im allgemeinen Durcheinander erscheint Menenio auf einem Wagen, um seine Eltern Ottavia und Sallust zu retten. Der Vulkanausbruch erreicht einen Höhepunkt und der Himmel ist rot von Feuer und Lava. Der Vorhang fällt über eine Szene von Chaos und Verzweiflung.

Bühnenbilder von A. Sanquirico und Kostüme zur Produktion in der Mailänder Scala 1827
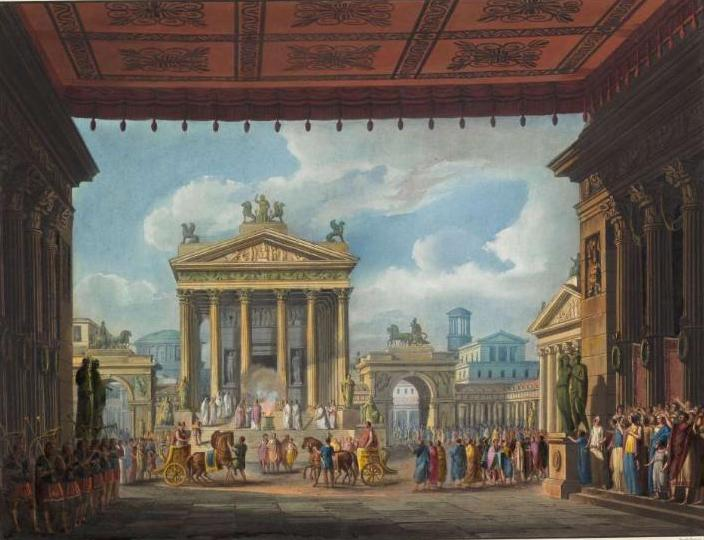
Akt 1, Szene 6: Forum von Pompeii mit Jupitertempel
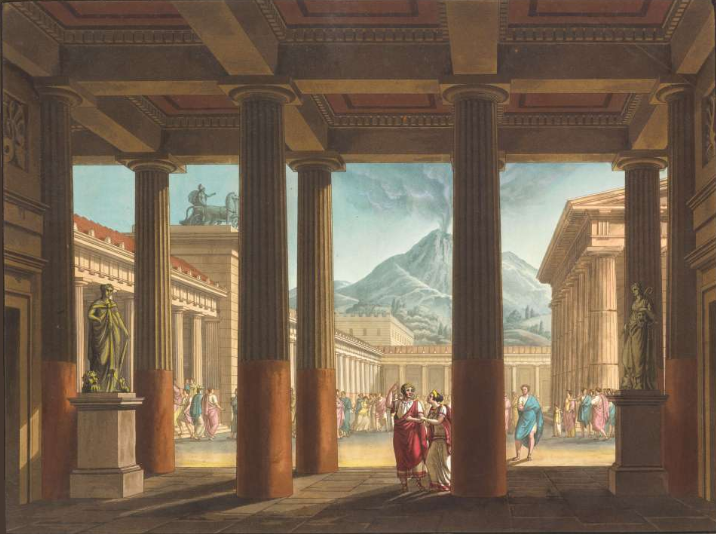
Akt 1, Szene 7: Eingang zum Amphitheater
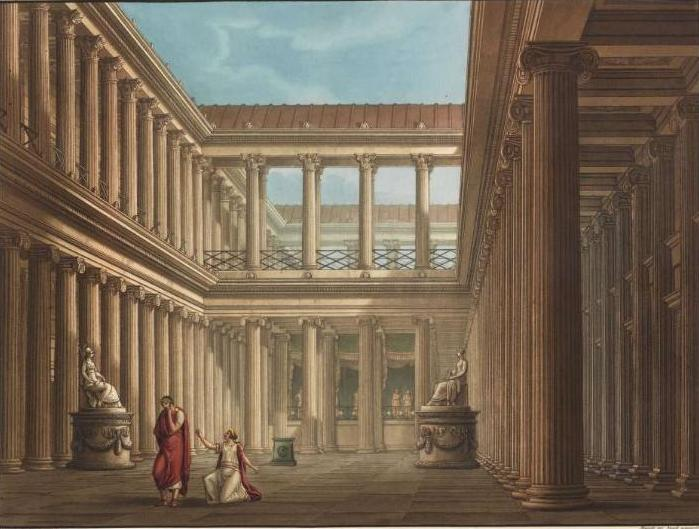
Akt 2, Szene 1: Gerichtsszene in der Basilika von Pompeji (Duett Ottavia, Sallusti)
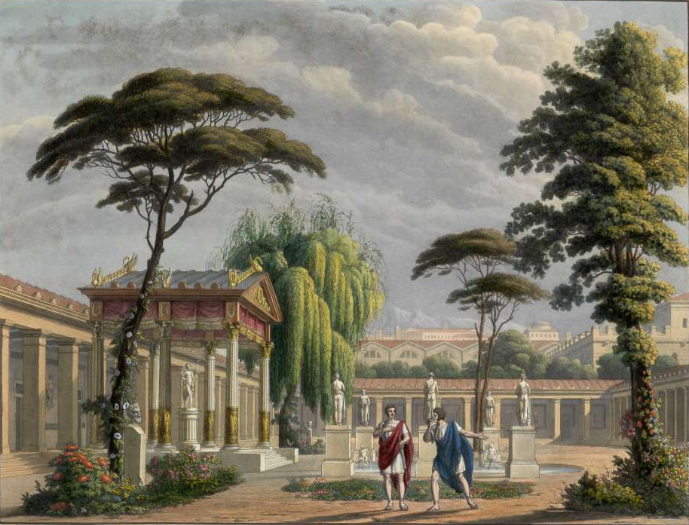
Akt 2, Szene 5: Garten im Haus des Appio Diomede
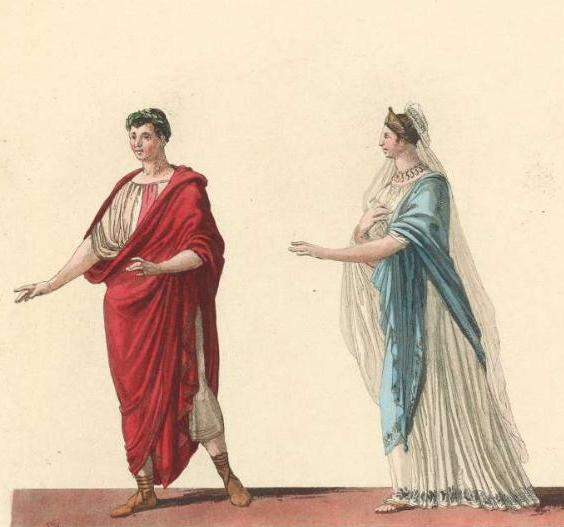
Kostüme für Sallustio und Ottavia

## Gestaltung

### Struktur
- Sinfonia

Erster Akt
- Szene 1 – Introduzione: Viva Sallustio! – Voi mi rendete, o Dei – Del civico serto – Teco a goder la gioia – S’innalzino all’etra – Vieni Sallustio (Chor, Menenio, Sallustio, Pubblio, Appio)
- Szene 2 – Chor und Cavatina der Ottavia: Di porporine rose – Alfin goder mi e dato – Basti ad esprimerti – Più ad appagar del popolo (Chor, Ottavia, Sallustio, Menenio, Pubblio, Appio)
- Szene 3 Duett Appio & Ottavia: Menenio e seco! – Da te l’estrema volta – Col cor palpitante – Sopprimerlo? Ah no! mai – (Appio, Fausto, Ottavia)
- Szene 4 – Rezitativ: Fausto! Fausto! (Appio, Fausto, Clodio)
- Szene 5 – Rezitativ: Pubblio, gia m’intendesti (Appio, Pubblio, Chor)
- Szene 6 – Chor und Quintett: Plauso, onor – Ah! questo de’ miei giorni – Illustre Cittadin, onor de’ Numi – Festeggiamo l’istante augurato – Ecco la man di Astrea – Lo spettacolo eletto – Se i Numi fausti sperar mi lice (Chor, Sallustio, Hohepriester, Ottavia, Appio, Pubblio)
- Szene 7 – Duettino Appio & Pubblio: Appio, non dubitar – Io la vedro tra palpiti (Pubblio, Appio)
- Finale I: Più brillante di questo, che cade – Nel vederti, o sposo amato – Mira! Oh gioia! – Qual denso velo mi oscura il ciglio! – No, Sallustio, la sposa innocente (Chor, Ottavia, Sallustio, Appio, Pubblio, Clodio)

Zweiter Akt
- Szene 1 – Rezitativ: Pubblio! (Appio, Pubblio)
- Szene 2 – Chor und Duett Sallustio & Ottavia: Sei nell’augusto tempio – Forza, o debol cor! – Squarciami il core – Dunque innocente (Chor, Sallustio, Ottavia)
- Szene 3 – Scena e Concertato: Sallustio, il popol freme – Dei! Qual fragore insolito! (Appio, Pubblio, Sallustio, Clodio, Chor)
- Szene 4 – Rezitativ: E qui, come promise (Fausto)
- Szene 5 – Rezitativ und Aria des Appio: Che più brami, mio cor? – O mio crudele affetto? – Cela le acerbe smanie, o lacerato core! (Appio, Chor)
- Szene 6 – Chor, Scena und Aria (finale) der Ottavia: Oh sventurata Ottavia! – Su questa man concedi – Voi, che sapete – Del figlio mio dolente – Che! Irato ancora è il ciel (Chor, Sallustio, Appio, Pubblio, Ottavia)
- Finale II: Trema, Pompei! – Quale scoppio! (Auguren, Pubblio, Chor, Sallustio, Appio, Menenio, Ottavia)

### Orchester
Die Orchesterbesetzung der Oper enthält die folgenden Instrumente:
- Holzbläser: Piccolo, zwei Flöten, zwei Oboen, zwei Klarinetten, zwei Fagotte
- Blechbläser: vier Hörner, zwei Trompeten, drei Posaunen, Serpent, Cimbasso
- Pauken, Schlagzeug: große Trommel, Becken, Rührtrommel
- Harfe
- Streicher
- Bühnenmusik: Banda (nicht spezifiziert)

### Musik

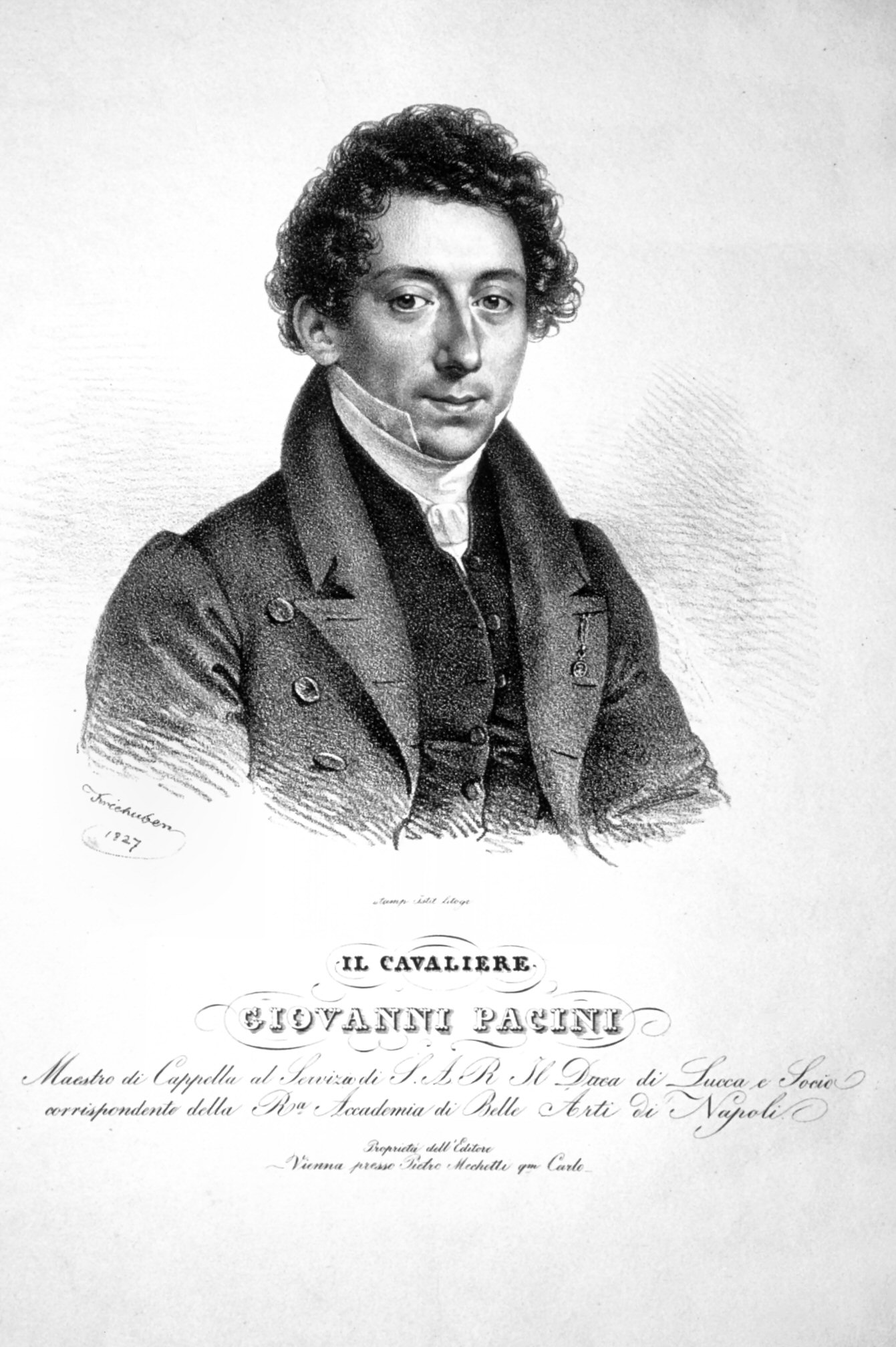
Giovanni Pacini, ca. 1827

Pacinis L’ultimo giorno di Pompei ist auch zu Beginn des 21. Jahrhunderts noch immer eine (fast) vergessene Perle der Opernliteratur.
Obwohl die prächtige und spektakuläre Inszenierung sicher einen wichtigen Anteil am Erfolg der Oper hatte, ist auch die Wirkung von Pacinis reizvoll-anmutiger Musik nicht zu unterschätzen. Das Sujet hat ihn sichtlich inspiriert und die ganze Partitur ist sorgfältig gearbeitet und von hoher Qualität. Pacini hatte Mitte der 1820er Jahre bereits einen eigenen, ausgereiften Stil entwickelt. Neben gelegentlich durchschimmernden Anklängen an Rossini besitzt die Musik von L’ultimo giorno einen Tonfall, der bereits typisch romantisch anmutet, und harmonisch zu dunkleren Farben und Moll-Bereichen tendiert. Die Melodik ist ausdrucksvoll und belcantistisch. Pacini selber sagte später, er habe „einfach nur die Wahrheit darstellen“ wollen. Die insgesamt durchsichtige, feine Instrumentierung nimmt nach italienischer Operntradition Rücksicht auf die Hörbarkeit der Sänger, und ist zugleich fantasievoll, farbig und apart. Die Musik der ganzen Oper hat einen eigenen Charakter und es gelingt dem Komponisten gelegentlich, durch ungewöhnliche Instrumentenkombinationen, harmonische oder melodische Wendungen und rhythmische Effekte eine Art antikisierendes Lokalkolorit zu erzeugen (auch wenn niemand weiß, wie originale antike Musik wirklich klang).
40 Jahre später, in seinen Memoiren, wies Pacini darauf hin, dass er in L’ultimo giorno di Pompei besondere Sorgfalt auf die Concertati, also auf die Ensembles verwendet habe, was bereits zu Beginn der Oper (und bis zum Schluss) deutlich zu hören ist. Er habe auch einigen Stücken eine „neue Form“ gegeben und weist auf das Quintett des 1. Aktes „Se i Numi fausti…“, die Preghiera (der Ottavia) im 2. Akt und den ersten Teil (primo tempo) im Duett zwischen Ottavia und Sallustio (2. Akt) hin. Er „gestand“ außerdem, dass er hier noch von Rossini beeinflusst gewesen sei. Diese Äußerung ist jedoch nicht allzu eng aufzufassen und auch vor dem Hintergrund des massiven Geschmackwandels und dem Verfall der Gesangskunst zwischen 1825 und 1865 zu verstehen. Die drei Hauptrollen Ottavia, Sallustio und Appio Diomede sind in einem teilweise reich verzierten Stil für Sänger mit sehr beweglichen koloraturfähigen Stimmen geschrieben, wie es zu dieser Zeit Mode war. Die Partie des Appio schrieb Pacini für den ungewöhnlich hohen und virtuosen „Koloratur-Tenor“ Giovanni David, der in der Tat ein Lieblingssänger von Rossini in dessen neapolitanischen Opern gewesen war. Diese Rolle war bereits um 1850 kaum noch angemessen zu besetzen, und heute, trotz Rossini-Renaissance, gibt es nur ganz wenige Sänger, die den hohen musikalischen Anforderungen einer solchen Partie gerecht werden könnten.

Solisten der Uraufführung 1825 in Neapel
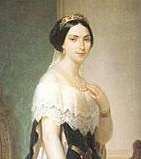
Adelaide Tosi (Ottavia)
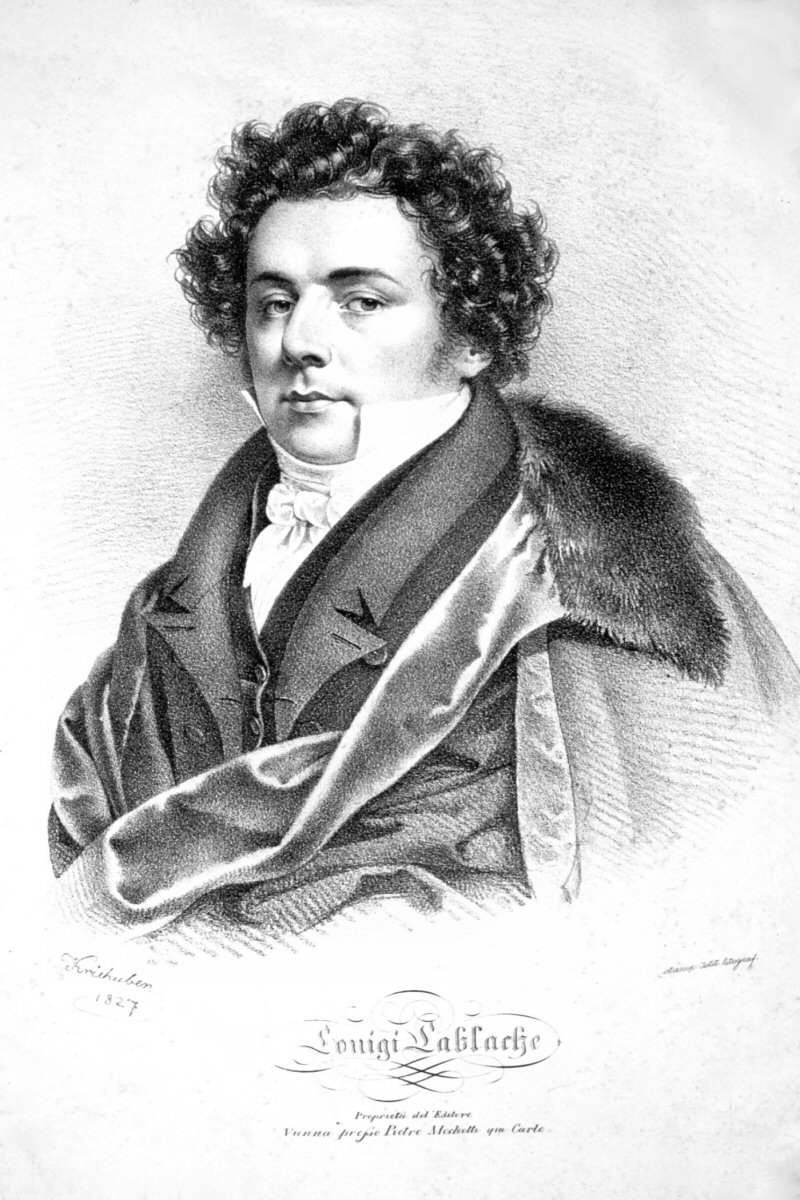
Luigi Lablache (Sallustio)
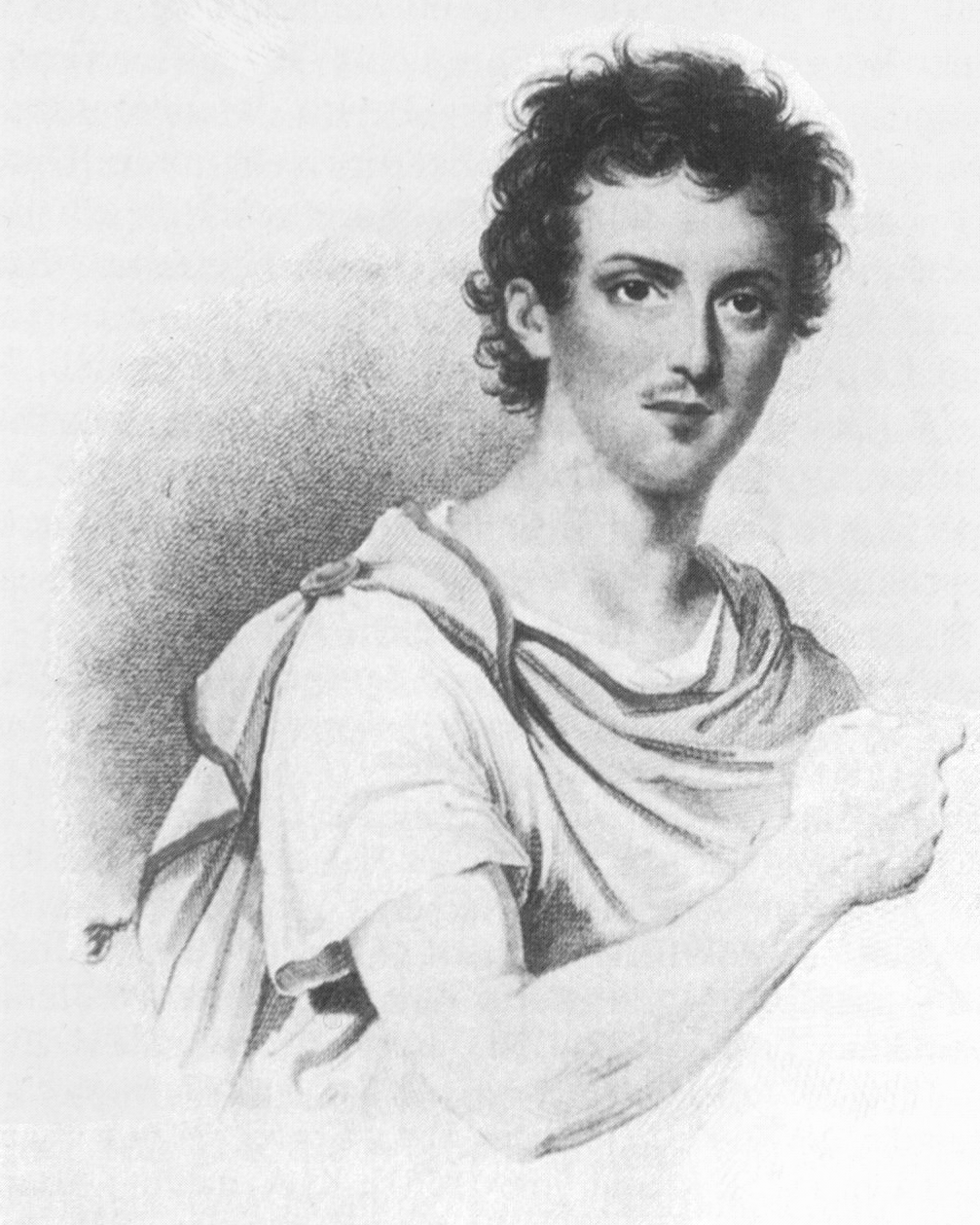
Giovanni David (Appio Diomede)
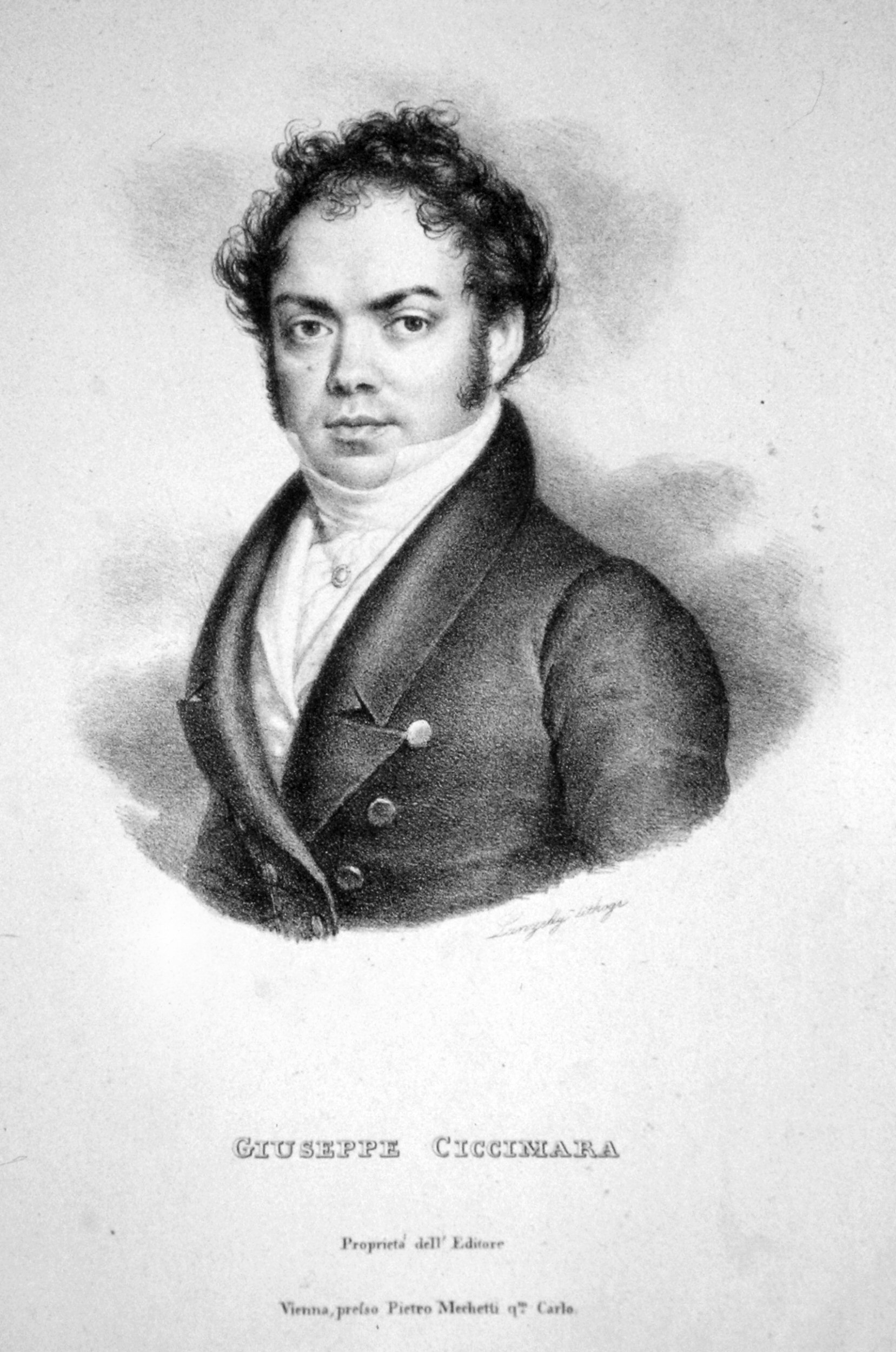
Giuseppe Ciccimara (Pubblio)

## Aufführungsgeschichte
Die Oper war ein Auftragswerk zum Namenstag von Königin Maria Isabella. In der Uraufführung am 19. November 1825 im Teatro San Carlo in Neapel sangen Luigi Lablache (Sallustio), Adelaide Tosi (Ottavia), Giovanni David (Appio Diomede), Giuseppe Ciccimarra (Pubblio), Almerinda Manzocchi (Clodio), Michele Benedetti (Gran sacerdote), Eloisa Manzocchi (Menenio) und Gaetano Chizzola (Fausto).
In seinen Memoiren von 1865 bezeichnete Pacini L’ultimo giorno di Pompei als „den größten Triumph seiner frühen Karriere“ („il maggior trionfo della mia prima epoca artistica“), und alle genannten Sänger seien so wunderbar gewesen, dass „jedes Wort des Lobes […] noch unter ihrem Verdienst“ wäre. Die Aufführung war ein überwältigender Erfolg und Pacini erhielt am nächsten Tag einen persönlichen Brief von König Francesco I., der ihm mit „besonderer Freude“ gratulierte und Pacini als korrespondierendes Mitglied an die Königliche Akademie der schönen Künste berief. Beim nächsten Staatsrat gab der König außerdem die Order, dass der Librettist Andrea Leone Tottola ein Geschenk von 30 Dukaten erhielt.
Mehrere Cabaletten der Oper wurden nach Pacinis eigener Aussage zu populären Gassenhauern, die von den Neapolitanern auf der Straße gesungen wurden.
Die Oper lief vier Spielzeiten am San Carlo und erlebte in der Folge Aufführungen an der Mailänder Scala (1827), am Kärntnertortheater in Wien (1827), am Teatro de São Carlos in Lissabon (1828), am Théâtre-Italien in Paris (1830), und am Teatro La Fenice in Venedig (1832). An der Scala wurde die Oper 43 Mal gegeben und genauso enthusiastisch gefeiert wie in Neapel, und Domenico Barbaja bot Pacini einen Neun-Jahresvertrag als künstlerischer Leiter seiner Theater an, mit der Kommission, zwei Opern im Jahr zu komponieren – einen ähnlichen Vertrag hatte zuvor Rossini gehabt.
Später kam L’ultimo giorno di Pompei aus der Mode und fiel wie Pacinis Gesamtwerk dem Vergessen anheim, bis zu einer Neuinszenierung beim Festival della Valle d’Itria in Martina Franca im August 1996 mit Iano Tamar (Ottavia), Raúl Giménez (Appio Diomede) und Nicolas Rivenq (Sallustio) in den Hauptrollen. Danach wurde die gleiche Produktion auch am Teatro Massimo Bellini in Catania gegeben. Von der Aufführung in Martina Franca existiert eine Live-Aufnahme, die von Dynamic Records 1997 veröffentlicht wurde (wiederveröffentlicht 2012).

## Einfluss auf andere Werke

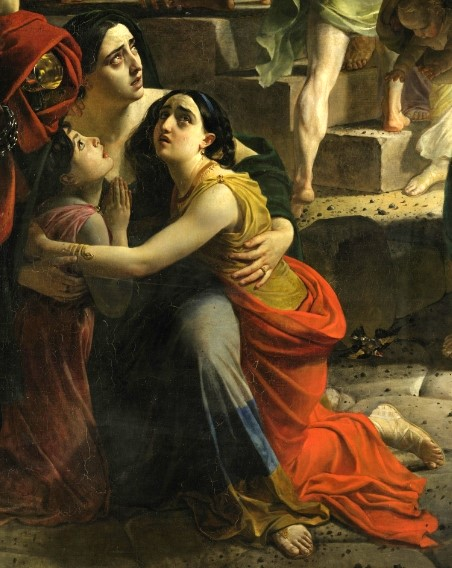
Detail mit Pacinis Töchtern aus Karl Bryullovs Gemälde Der letzte Tag von Pompeji (1833)

Pacinis L’ultimo giorno di Pompei übte entweder direkt oder indirekt Einfluss auf einige andere künstlerische oder literarische Werke aus. Insbesondere inspirierte die Oper Karl Bryullov zu seinem Gemälde Der letzte Tag von Pompeji. Der Maler stellte in dem Bild u. a. eine Frau mit zwei kleinen Kindern dar; die Modelle zu diesen Figuren waren Pacinis Töchter Amazilia und Giovannina und die Gräfin Yuliya Samoylova, die eine Zeitlang sowohl Pacinis, als auch Bryullovs Geliebte war.
Bryullovs Gemälde wiederum war eine Inspirationsquelle für den bekannten Roman von Edward Bulwer-Lytton Die letzten Tage von Pompeji (1834). Dieser hat eine völlig andere Handlung als Pacinis Oper, war aber wiederum Vorlage zu Errico Petrellas (1813–1877) Oper Jone, ossia L’ultimo giorno di Pompei die am 26. Januar 1858 an der Mailänder Scala ihre Uraufführung erlebte. Bulwer-Lyttons Roman wurde außerdem im 20. Jahrhundert mehrfach verfilmt.

## Aufnahme
- Giovanni Pacini: L’ultimo giorno di Pompei – Iano Tamar (Ottavia), Sonia Lee (Menenio), Raúl Giménez (Appio Diomede), Nicolas Rivenq (Sallustio), Gregory Bonfatti (Pubblio), Riccardo Novaro (Gran Sacerdote), Svetlana Sidorova (Clodio), Emil Alekperov (Fausto), Bratislava Chamber Choir; Orchester des Teatro Massimo Bellini, Giuliano Carella (Dirigent). Live-Aufnahme aus Martina Franca, 2.–4. August 1996. Label: Dynamic 729

## Weiterführende Literatur
- Scott L. Balthazar, Michael Rose: Giovanni Pacini. In: Stanley Sadie (Hrsg.): The New Grove Dictionary of Opera. Band 3. Grove, Oxford University Press, New York 1997, ISBN 0-19-522186-9, S. 808–812.
- Scott L. Balthazar: L’Ultimo giorno di Pompeii. In: Stanley Sadie (Hrsg.): The New Grove Dictionary of Opera. Band 4. Grove, Oxford University Press, New York 1997, ISBN 978-0-19-522186-2, S. 862.
- Milena Melfi: Excavating Opera: Composers and archaeologists in 19th century Italy. In: Imagines: The reception of antiquity in performing and visual arts. Universidad de La Rioja, 2008, ISBN 978-84-96487-32-1, S. 159–164 (dialnet.unirioja.es [PDF; 142 kB]).